# 大田翔
大田 翔（おおた しょう、1988年3月4日 - ）は、日本のテノール歌手、俳優。2020年よりSiriuS (男声ヴォーカルユニット)のメンバーとしても活動。

## 人物
東京都練馬区出身。東京藝術大学音楽学部声楽科卒業。同大学院音楽研究科修士課程オペラ科修了。
オペラ出演歴では、『愛の妙薬』ネモリーノ、『椿姫』アルフレード、『ドン・ジョヴァンニ』ドン・オッターヴィオ、『蝶々夫人』ピンカートン、『カヴァレリア・ルスティカーナ』トゥリッドゥ、『仮面舞踏会』リッカルド、『メリー・ウィドウ』カミーユなど。宗教曲ではプッチーニ「グローリア・ミサ」、ベートーヴェン「荘厳ミサ」、ビゼー「テ・デウム」等のソリストを務める。

また、劇団四季『ウエストサイド物語』トニー役（2016年）、舞台『ピアフ』イヴ・モンタン役（2016年/2018年）など、ミュージカル・舞台への出演も多数。

趣味は絵を描くこと、工作。自作のイラスト・アニメーションをSNSなどで公開もしている。
中学校時代の同級生である草場有輝のYouTubeチャンネル『うぴちゃんねる』に、”おたさん”として登場している。

## 主な出演
- 舞台「ピアフ」（2016年 イヴ・モンタン役）
- 劇団四季「ウェストサイド物語」（2016年 トニー役）
- ブロードウェイミュージカル「アイランド」～かつて この島で～（2017年 パパ・ゲー役）
- ミュージカル「レ・ミゼラブル」（2017年 コンブフェール役）
- ミュージカル「シークレット･ガーデン」（2018年 苦行僧役）
- 舞台「ピアフ」（2018年 イヴ・モンタン役）
- ミュージカル「You're a good man, Charlie Brown」（2019年 シュローダー役）
- ミュージカル「ホンク！」（2019年 キャット役）
- 歌劇「あしたの瞳」（2019年 田宮常一（青年期）役）
- ミュージカル「ラ・テンペスタ」（2019年 ファーディナンド役）
- ミュージカル「キミのために散る」（2019年 タケシ役）
- ミュージカル「You're a good man, Charlie Brown」（2020年 シュローダー役）
- ミュージカル「キミのために散る」（2020年 タケシ役）
- みずほフィナンシャルグループ第32回 成人の日コンサート 2021「魔笛」（2021年 タミーノ役）
- オペラ「カルメン」ハイライト（2021年 ホセ役）
- 「キャンディード（コンサート形式）」（2021年 キャンディード役）
- 歌劇「あしたの瞳」（2021年 田宮常一（青年期）役）
- オペラ「秘密の結婚」（2021年 パオリーノ役）
- おっ、ぺれった33周年記念公演「ハードボイルド母ちゃん」（2022年 双葉晶役）
- 戦国オペラ「本能寺が燃える」（2022年 明智光秀役）
- ミュージカル「命日オプション」（2022年 中島秀幸役）
- メニコンスーパーコンサート 2022 Special ダイジェスト 歌劇「あしたの瞳」〜もうひとつの未来〜（2022年 田宮常一（青年期）役）
- 劇団劇作家10月公演 リーディングミュージカル「Killer Queens!」（2022年 マスター役）
- ミュージカル「もうひとつのキミのために散る」（2022年 タケシ役）
- 「歌劇 幕臣・渋沢平九郎」（2022年 渋沢平九郎役）
- 朗読歌劇「椿姫」～不滅の恋～（2023年 アルフレード役）
- 東京オペレッタ劇場「微笑みの国」（2023年 グストル役）
- ミュージカル「ツミとバツ」トライアウト（2023年 イワノリョウ/スガヒトシ役）
- シアターAoi杮落し公演 歌劇「あしたの瞳 2023」～もうひとつの未来～（2023年 田宮常一役）
- 東京オペレッタ劇場 Presents メリーウィドウ ～パリの恋人たち～（2023年 ダニロ役）
- ミュージカル「キミのために散る」2023（2023年 タケシ役）
- コンサート「～午後の心弾むひとときを～」恵比寿アート・カフェ・フレンズ（2023年5月14日、2023年9月30日）
- コンサート「ミニオペラクリスマスコンサート」ホテルメトロポリタン（2023年12月23日・24日）
- おっ、ぺれった35周年公演「ハードボイルド母ちゃん」（2024年 双葉晶役）[3]
- 朝ミュージカル東京「ながめせしまに茶の湯でも」（2024～2025年 フジワラ氏役）
- エリィジャパン第7回戦 音楽劇「大正元禄ロックンロール家族1926」（2024年 星野喜一役）
- ミュージカル「キミのために散る」2024（2024年 タケシ役）
- ミュージカル「ツミとバツ」（2025年 イワノリョウ/スガヒトシ役）